# Arnisee
Der Arnisee (auch Arniseeli genannt) befindet sich auf der Arnialp im Herzen der Schweiz im Kanton Uri auf 1368 m ü. M. auf dem Boden der Gemeinde Gurtnellen. Der See mit einem Durchmesser von 200 bis 250 m ist ein Ausflugziel für Tagestouristen und Ausgangspunkt für Hochtouralpinisten in den Urner Alpen.

## Technik
Der Arnisee enthält das gestaute Wasser des Leitschachbaches und des Intschialpbaches, das über eine ungefähr 2,4 km lange Zementrohrleitung dem See zugeführt wird. Dieser dient als Wochenspeicher des Kraftwerkes Arniberg der Elektrizitätswerk Altdorf AG (EWA). Das Wasser treibt mit einer Fallhöhe von 851 m die Turbinen im Maschinenhaus bei Amsteg an, die eine Leistung von 13 Megawatt haben. Das Unterwasser fliesst in die Reuss. Bei Eröffnung des Kraftwerks im Jahre 1910 war dies die Anlage mit der höchsten Fallhöhe der Welt.

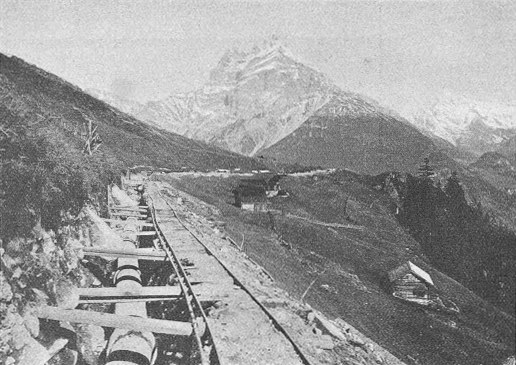
Bau der Zementrohrleitung für die Zuleitung des Intschialpbaches in den Arnisee (ca. 1910)
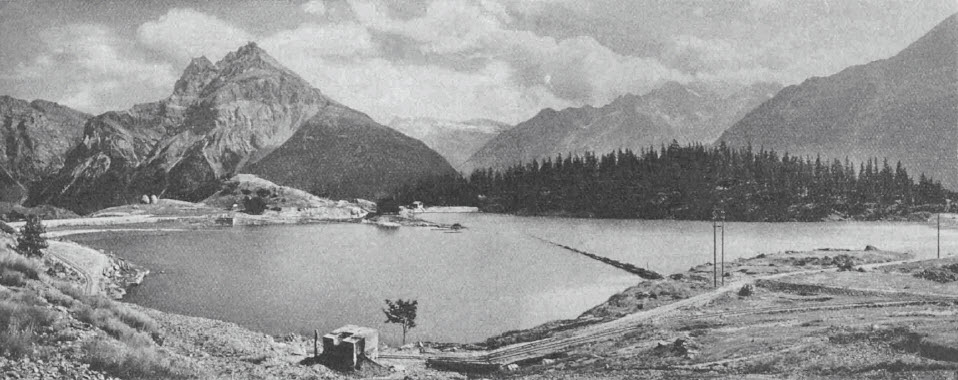
Arnisee kurz nach Beginn des Aufstaus, Blick in Richtung Ostdamm

Die vier Dämme des Sees wurden 1910 errichtet. Auf der Ostseite befindet sich der 12 m hohe Damm mit dem Einlauf der Druckleitung des Kraftwerks, ebenso befindet sich auf der Südseite ein grösserer 15 m hoher Damm. Beide Erdschüttdämme haben einen Betonkern und sind wasserseitig mit Zement verputzt. Der Damm auf der Nordseite ist nur zwei Meter hoch, auf der Westseite ist ein vier Meter hoher Damm vorhanden.
Der Bau der Dämme gestaltete sich schwierig, weil die Hochebene, wo der Arnisee liegt, sehr schwer zugänglich war. Es musste deshalb zuerst eine provisorische Standseilbahn errichtet werden, die eine Steigung von 1100 ‰ aufwies. Sie wurde verwendet, um das Baumaterial auf den Arniberg zu befördern, darunter das Material für die definitive Werkstandseilbahn, einen Steinbrecher und eine zerlegte Dampflokomotive für die Baubahn. Mit dem Bau der Dämme wurde erst begonnen, nachdem die Zuleitung, die Druckleitung und das Maschinenhaus des Kraftwerks fertiggestellt waren. Bis der See aufgestaut werden konnte, wurde das Wasser von der Zuleitung des Sees mit einem Holzkanal direkt der Druckleitung zugeführt.
Die spätere Werkstandseilbahn führte entlang der Druckleitung des Kraftwerks. Sie war als Windenbahn mit zwei Sektionen ausgeführt, wobei die untere Sektion 1152 m, die obere 950 m lang war. Die Spurweite der Bahn betrug 75 cm. Bei der Zwischenstation im Unteraxeli wurden die Wagen vom Seil der unteren Sektion abgehängt und von Hand zur Talstation der zweiten Sektion geschoben. Je nach Aufgabe standen verschiedene Wagen zur Verfügung. Die Anlage wurde 2007 stillgelegt.

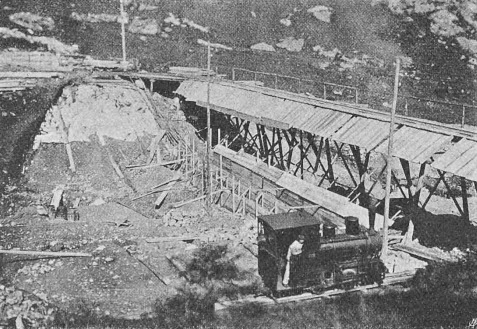
Bau des Betonkerns des Ostdamms, im Vordergrund die einzige Lokomotive der Baubahn
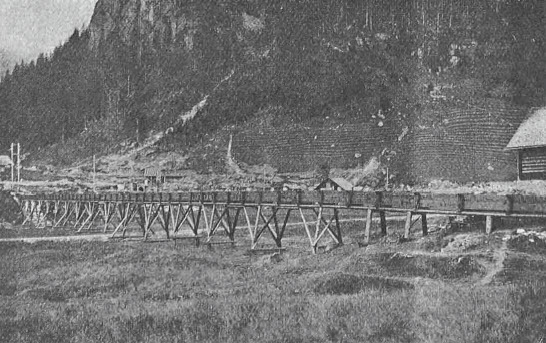
Holzkanal über den Arniboden während der Bauphase
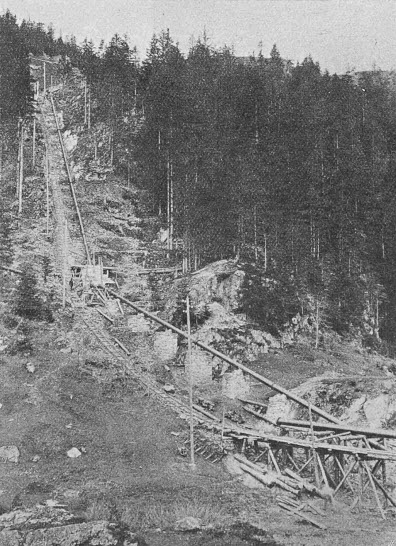
Druckleitung des Kraftwerks von Unteraxeli aus gesehen. Die obere Sektion der Werksseilbahn beginnt am linken Ende der im Vordergrund sichtbaren Brücke.

## Erreichbarkeit
Den Arnisee erreicht man mit zwei verschiedenen Luftseilbahnen. Eine Vier-Personen-Kabine fährt von der Talstation bei der Autobahn-Ausfahrt Amsteg nach Vorderarni. Von hier aus erreicht man den Arnisee in einem zwanzigminütigen Fussmarsch. Von Intschi her kommend, erreicht man den Arnisee mit der Luftseilbahn Intschi–Arnisee. Die Bahn hat zwei Achter-Kabinen. Sie wurde Mitte Februar bis Ende Mai 2018 umgebaut. Die Talstation Intschi erreicht man per Auto oder mit dem Bus der Auto AG Uri. Die Bahnhaltestelle Intschi der SBB ist nicht mehr in Betrieb. Von der Bergstation erreicht man den Arnisee zu Fuss in drei Minuten. Unmittelbar beim See gibt es eine Übernachtungsmöglichkeit.

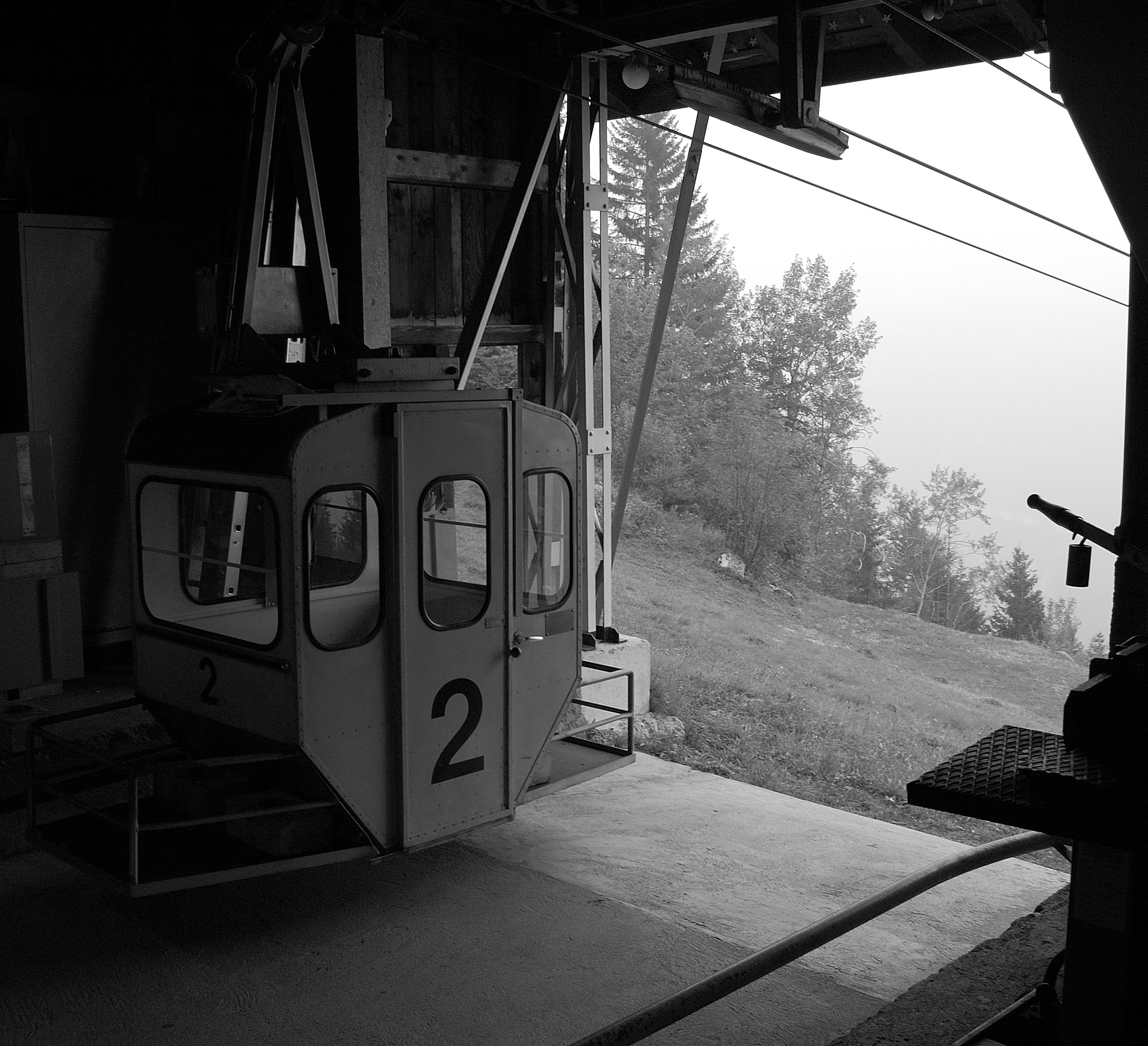
Eine der beiden Kabinen der Luftseilbahn Amsteg–Mittel Arni
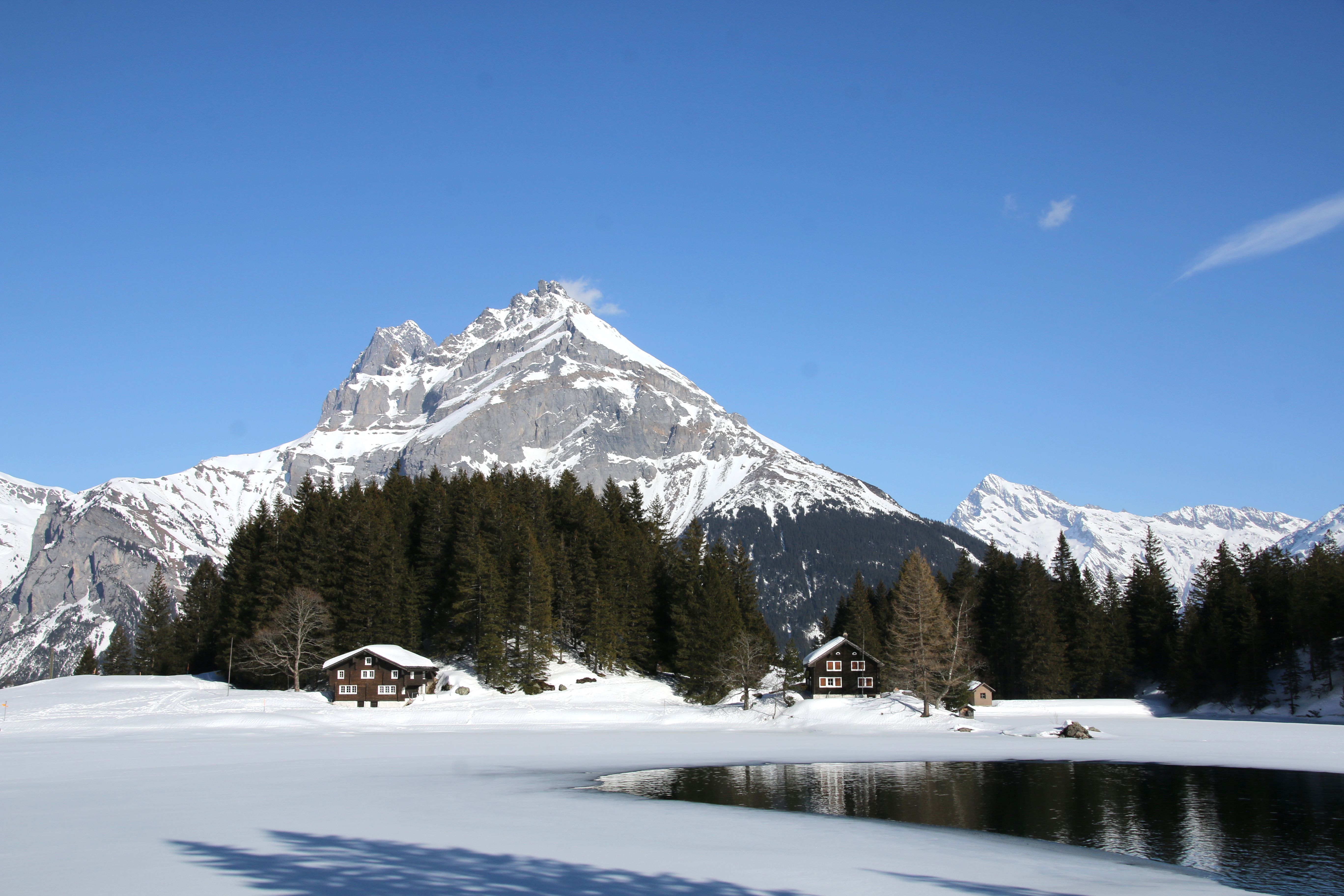
Teilweise zugefrorener Arnisee im Winter (2019)
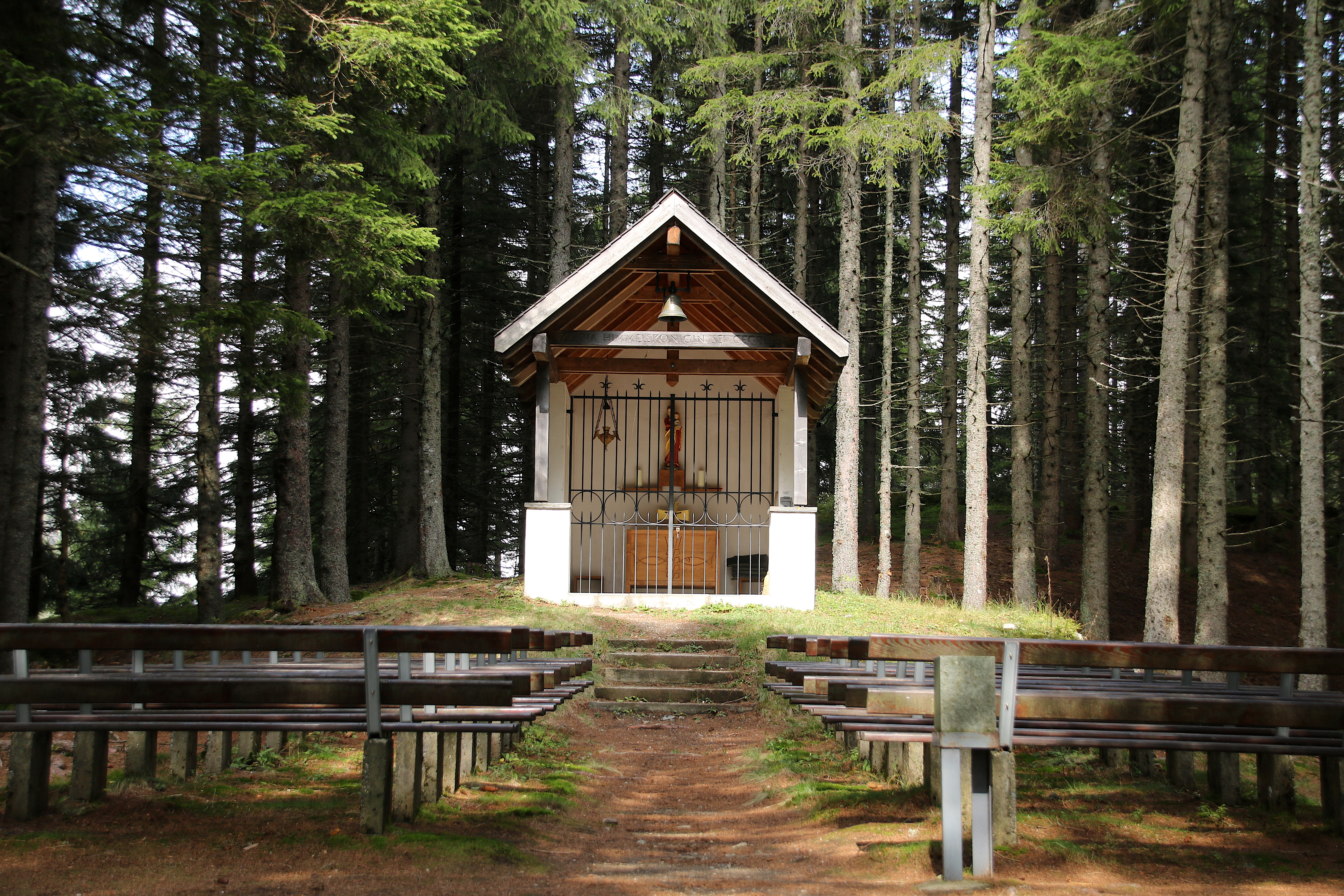
Kapelle im Wald am Arnisee Lage: 692094 / 180916

## Ausflugsziele
Nach einem fünfminütigen Fussmarsch von der Bergstation der Luftseilbahn Intschi–Arnisee erreicht man das Chänzeli. Das Chänzeli ist ein Aussichtspunkt auf einem Felsvorsprung, der einem die Sicht ins Urner Oberland, ins Maderanertal und auf den Bristen gewährt. Im an den See angrenzenden Wald befindet sich eine Freiluftkapelle. Nach einem zwanzigminütigen Fussmarsch von der Bergstation erreicht man den Aussichtspunkt Vorder-Arni. Von hier aus sieht man über das Reusstal und bis zum Urnersee.

Der Arnisee ist Ausgangspunkt für verschiedene längere Wandertouren. Eine talwärts führende Wanderung nach Gurtnellen nimmt ca. zwei Stunden in Anspruch. Die Sunniggrathütte erreicht man vom Arnisee herkommend in etwa zwei Stunden und die Leutschachhütte in etwa drei Stunden.